# Entosthodon italicus
Entosthodon italicus là một loài Rêu trong họ Funariaceae. Loài này được Rota mô tả khoa học đầu tiên năm 1869.